# Ben X
Ben X è un film del 2007 diretto da Nic Balthazar.
Il soggetto del film è tratto dal romanzo Nothing Was All He Said dello stesso regista Nic Balthazar, tratto a sua volta da una storia vera di un ragazzo suicidatosi perché vittima di bullismo.

## Trama
Ben è un adolescente belga, vittima suo malgrado di terribili atti di bullismo quotidiani, perpetrati da suoi compagni di scuola. Anche per sfuggire alla cruda realtà, il ragazzo ha una grande passione per un gioco di ruolo online di ambientazione fantasy chiamato Archlord. In questo mondo virtuale il suo alter ego "Ben X" ha raggiunto un livello di bravura notevolissimo. Lì Ben diventa più sicuro di sé e più coraggioso. Da un anno ha anche instaurato una sorta di relazione platonica con un'altra utente del gioco, una ragazza che si fa chiamare Scarlite.
Un giorno, a scuola, Ben subisce un atto di bullismo della peggiore specie. Durante un intervallo, i soliti bulli lo fanno salire sulla cattedra e gli tirano giù pantaloni e mutande, mentre gli altri compagni, invece di aiutarlo, si divertono filmando il tutto con le videocamere dei cellulari. Ben subisce con la rassegnazione di sempre ma, in questo caso, a bravata conclusa i suoi nervi cedono e, presa una sedia la scaglia contro una finestra, rompendo il vetro. Il ragazzo viene portato immediatamente nell'ufficio del preside che gli chiede spiegazioni per il gesto appena compiuto. Ma Ben, ancora agitato, non riferisce niente sull'accaduto. D'altra parte la cosa non sorprende più di tanto. Ben, infatti ha una lieve forma di autismo, che gli rende enormemente complicato avere delle relazioni sociali normali. L'umiliazione subita in classe viene divulgata anche su Internet e intanto i bulli rincarano la loro dose di violenze, per assicurarsi che Ben continui a tacere.
Sentendosi sempre più inadeguato e insoddisfatto, Ben è addirittura tentato di lasciarsi alle spalle il suo mondo virtuale, dove dice alla sua Scarlite che è pronto a "finire il gioco".
Sconcertata, Scarlite manda un mms al suo Ben X (nonostante la ragazza non abbia la più pallida idea di come sia lui nel mondo reale), dicendo che non può esserci una fine dei giochi fino a quando ci sarà lei, la sua "guaritrice".
Così Scarlite dà un appuntamento a Ben perché si incontrino sabato mattina in stazione.
Alla stazione Ben vede Scarlite ma non la raggiunge. La ragazza, constatando che Ben non si è presentato, delusa, prende il treno per tornare a casa. Lui, allora, pur non avendo il coraggio di rivolgerle la parola, la segue e si siede accanto a lei nel vagone, sentendosi nervoso ed eccitato allo stesso tempo. Mentre il treno ferma a Bruxelles, Ben scende lasciandosi dietro Scarlite e con la precisa intenzione di farla finita. Esita un po', poi quando sta per fare il grande salto e venire investito da un treno in corsa, qualcuno lo spinge via e si vede che a farlo è stata proprio Scarlite.
Più tardi, in un bar, lei dice a Ben che può scegliere se farla finita e suicidarsi oppure vendicarsi e combattere come faceva ad Archlord. Ma per prendere una decisione, gli serve un piano.
Ben (che d'ora in poi ha sempre accanto Scarlite) chiede ai suoi genitori di aiutarlo nel suo piano. Ha deciso di suicidarsi lanciandosi dal traghetto e filmandosi mentre compie tale gesto. E i genitori lo assecondano.
Al funerale, con tutti i suoi professori e i suoi compagni di scuola presenti, bulli compresi, viene proiettato un video nel quale Ben stesso, a mo' di testamento, spiega il suo gesto. Il video termina con le immagini dell'ultima umiliazione da lui subita, nella quale in campo largo sono ben visibili tutti i compagni di classe mentre si rendono protagonisti della bravata. Improvvisamente, poi, tra lo stupore generale, dal fondo della sala esce proprio Ben, che si dirige verso l'altare per completare la sua denuncia che ora, rigenerato dalla finta morte, ha il coraggio di fare pubblicamente.
La vita continua e Ben, Scarlite, sua madre e suo fratello si trovano in un maneggio in campagna. Il proprietario fa vedere a Ben come comportarsi con il cavallo e gli dice "Per poterti sentire bene devi impararlo a sentire". Ben tocca dolcemente l'equino, proprio come gli aveva detto il proprietario del maneggio e si sente felice. Corre poi da Scarlite e comincia a parlarle. Il proprietario del maneggio lo osserva perplesso vedendolo parlare da solo. Si scopre così che in realtà, da quando la ragazza scomparve in treno quel giorno, chi ha confortato e consigliato Ben è solo un frutto della sua mente con le sembianze di Scarlite.
La madre lo guarda felice e tranquillizza l'istruttore. Ben è così.

## Riconoscimenti
- 31º Film Festival Mondiale di Montréal
  - Premio del Pubblico, premio per il Film più Acclamato e il premio Ecumenico della Giuria per le tematiche etiche e sociali trattate
- Efebo d'oro 2011